# Savina Geršak
Savina Geršak (Liubliana, 1963) es una actriz eslovena.

## Biografía
Savina Gersak comenzó su carrera como modelo y se convirtió en actriz a principios de los años 1980, actuando tanto en producciones en la antigua Yugoslavia como en Italia, donde se puede mencionar su participación en la película de comedia l diavolo e l'acquasanta (1983) de Bruno Corbucci. Posteriormente se especializó en películas de acción y aventuras, siempre desempeñando el papel protagonista. En 1990 fue la protagonista femenina principal de la película estadounidense Midnight Ride, dirigida por Bob Bralver, protagonizada junto a Michael Dudikoff, Mark Hamill y Robert Mitchum. Más tarde dejó su carrera como actriz para convertirse en psicoterapeuta en Roma en 2000.

## Filmografía
- Smrt gospodina Goluže (1982)
- Il diavolo e l'acquasanta (1983)
- Cudo nevidjeno (1984)
- Lone Runner (1986)
- Iron Warrior (1987)
- U ime naroda (1987)
- Odpadnik (1988)
- Afganistan - The Last War Bus (1989)
- Il dono del silenzio (1989)
- Curse II: The Bite (1989)
- Il treno (1989)
- Soldier of Fortune (Soldato di ventura) (1990)
- Sulla strada, a mezzanotte (1990)